# Prospekt Zwycięzców w Mińsku
Prospekt Zwycięzców (biał. Праспект Пераможцаў) – aleja w Mińsku, stolicy Białorusi, jedna z ważniejszych dróg miasta. Posiada długość 9 km i wchodzi w skład drugiej miejskiej drogi średnicowej. Do 1980 roku nosiła nazwę magistrali Parkowej, w latach 1980–2005 – prospektu Piotra Maszerawa (ku czci sowieckiego polityka Piotra Maszerawa). W 2005, z okazji 60. rocznicy zwycięstwa ZSRR w II wojnie światowej, przemianowany na prospekt Zwycięzców. W 2013 oddano do użytku Pałac Niepodległości mieszczący się przy alei. Przy ulicy znajduje się hala Mińsk Arena. Pod numerem 111 ulicy działa siedziba klubu hokejowego Dynama Mińsk